# Copa Africana de Naciones de Fútbol Playa 2018
Ls Copa Africana de Naciones de Fútbol Playa de 2018 sirvió como clasificación para la Copa Mundial de Fútbol Playa FIFA 2019.  Se disputó del 8 al 14 de diciembre de ese mismo año en Sharm el-Sheij, Egipto. La confederación dispuso de dos cupos directos para la copa mundial que se disputó en Luque, Paraguay.

## Participantes
| Equipos participantes | Equipos participantes | Equipos participantes | Equipos participantes |
| --------------------- | --------------------- | --------------------- | --------------------- |
| Costa de Marfil       | Libia                 | Kenia                 | Madagascar            |
| Marruecos             | Mozambique            | Sudáfrica             | Sudán                 |
| Tanzania              | Uganda                | Egipto                | Nigeria               |
| Senegal               |                       |                       |                       |

## Ronda previa
| Fechas               | Local ida  | Clasifica como | Local vuelta    | Ida | Vuelta | Global |
| -------------------- | ---------- | -------------- | --------------- | --- | ------ | ------ |
| 9 y 21 de septiembre | Uganda     | Ganador 1      | Costa de Marfil | 1-3 | 4-4    | 5-7    |
| 9 y 21 de septiembre | Kenia      | Ganador 2      | Libia           | -   | -      | w.o.   |
| 9 y 21 de septiembre | Tanzania   | Ganador 3      | Sudáfrica       | -   | -      | w.o.   |
| 7 y 21 de septiembre | Sudán      | Ganador 4      | Marruecos       | -   | -      | w.o.   |
| 9 y 22 de septiembre | Mozambique | Ganador 5      | Madagascar      | 4-5 | 5-5    | 9-10   |

## Árbitros
Estos fueron los 21 árbitros oficiales del torneo.
| - Innocent Desire Adjoumani - Wonan Dominique Sidoine Toppe - Tsaralaza Maolidy - Louis Siave - Reetesh Loll - Olawale Adeolu Fawole - Olayanka Olajide | - Sani Mohammed - Aly Deme - Mbokh Beye - Oumar Sagna - Youssouph Signate - Fadul Abdelmajeed Adam - Hassan Mohamed Eltoum | - Nagi Ali Doka - Yasir Allahgabu Abdelrahman Tootoo - Hamdi Bchir - Med El Habib Hiba - Ivan Kintu - Muhammad Ssenteza - Shafic Mugerwa |

## Fase de grupos
El sorteo se realizó el 28 de octubre de 2018 en El Cairo, Egipto. Los siguientes equipos se clasificaron a la fase final del torneo. Los ocho equipos fueron divididos en dos grupos de 4 equipos cada.
| - Egipto (Anfitrión) - Costa de Marfil - Libia - Madagascar | - Marruecos - Nigeria - Senegal - Tanzania |

### Grupo A
| Pos. | Equipo          | Pts. | PJ | G | W+ | WP | P | GF | GC | Dif. | Clasificación |
| ---- | --------------- | ---- | -- | - | -- | -- | - | -- | -- | ---- | ------------- |
| 1    | Egipto (H, Q)   | 9    | 3  | 3 | 0  | 0  | 0 | 20 | 6  | +14  | Semifinales   |
| 2    | Marruecos (Q)   | 6    | 3  | 2 | 0  | 0  | 1 | 12 | 14 | −2   | Semifinales   |
| 3    | Madagascar      | 3    | 3  | 1 | 0  | 0  | 2 | 10 | 13 | −3   | 5º-8º Lugar   |
| 4    | Costa de Marfil | 0    | 3  | 0 | 0  | 0  | 3 | 10 | 19 | −9   | 5º-8º Lugar   |

 Fuente: CAF
| 08 de diciembre de 2018 | Egipto                                                                     | 6-1     | Marruecos     | Estadio Laguna Vista, Sharm el-Sheij |                         |
| 14:30                   | - Hassan 20' - Aly 29' - Mohamed 32' - Samir 33' - Shaaban 33' - Ahmed 34' | Reporte | - Elkhdym 33' | Árbitro(s): Louis Siave              | Árbitro(s): Louis Siave |

| 09 de diciembre de 2018 | Costa de Marfil          | 3-4     | Madagascar                                                       | Estadio Laguna Vista, Sharm el-Sheij |                               |
| 12:00                   | - Aka 3', 8' - Papet 32' | Reporte | - Enidiel 1', 34' (pen.) - Fitana 4' - Razafimandimby 15' (pen.) | Árbitro(s): Youssouph Signate        | Árbitro(s): Youssouph Signate |

| 10 de diciembre de 2018 | Marruecos                                         | 5-4     | Costa de Marfil                        | Estadio Laguna Vista, Sharm el-Sheij |                         |
| 12:00                   | - El Hadaoui 1', 16', 21' - Abada 15' - Iazal 28' | Reporte | - Aka 4' - Kablan 31', 33' (pen.), 34' | Árbitro(s): Hamdi Bchir              | Árbitro(s): Hamdi Bchir |

| 10 de diciembre de 2018 | Madagascar                | 2-4     | Egipto                                                  | Estadio Laguna Vista, Sharm el-Sheij |                         |
| 13:15                   | - Fitana 5' - Enidiel 11' | Reporte | - Samir 1' (pen.) - Hassan 3' - Aly 12' - El-Shahat 22' | Árbitro(s): Louis Siave              | Árbitro(s): Louis Siave |

| 11 de diciembre de 2018 | Marruecos                                                                  | 6-4     | Madagascar                                          | Estadio Laguna Vista, Sharm el-Sheij |                         |
| 13:15                   | - Iazal 1' - Elkhdym 4' - El Hamidy 8', 18' - El Hadaoui 10' - Kerroum 14' | Reporte | - Razafinilaina 15', 15' - Fitana 21' - Richard 24' | Árbitro(s): Hamdi Bchir              | Árbitro(s): Hamdi Bchir |

| 11 de diciembre de 2018 | Egipto                                                                                       | 10-3    | Costa de Marfil              | Estadio Laguna Vista, Sharm el-Sheij |                          |
| 14:30                   | - Samir 3' - Taha 13', 14', 22' - Atef 20', 33' - El-Sayed 22' - Hassan 32', 35' - Ahmed 36' | Reporte | - Aka 21' - Djedjed 34', 35' | Árbitro(s): Reetesh Loll             | Árbitro(s): Reetesh Loll |

### Grupo B
| Pos. | Equipo      | Pts. | PJ | G | W+ | WP | P | GF | GC | Dif. | Clasificación |
| ---- | ----------- | ---- | -- | - | -- | -- | - | -- | -- | ---- | ------------- |
| 1    | Senegal (Q) | 7    | 3  | 2 | 0  | 1  | 0 | 26 | 7  | +19  | Semifinales   |
| 2    | Nigeria (Q) | 6    | 3  | 2 | 0  | 0  | 1 | 14 | 9  | +5   | Semifinales   |
| 3    | Libia       | 3    | 3  | 1 | 0  | 0  | 2 | 9  | 18 | −9   | 5º-8º Lugar   |
| 4    | Tanzania    | 0    | 3  | 0 | 0  | 0  | 3 | 6  | 21 | −15  | 5º-8º Lugar   |

 Fuente: CAF
| 08 de diciembre de 2018 | Senegal                                  | 4-4 (t. s.)(2-0 p.) | Nigeria                                      | Estadio Laguna Vista, Sharm el-Sheij |                                  |
| 12:00                   | - Diassy 3', 5' - Diagne 21' - Barry 34' | Reporte             | - Ekujimi 20' - Adams 26', 34' - Ogbonna 28' | Árbitro(s): Hany Farouk El-Eraky     | Árbitro(s): Hany Farouk El-Eraky |

| 08 de diciembre de 2018 | Libia                                                  | 5-2     | Tanzania                   | Estadio Laguna Vista, Sharm el-Sheij |                          |
| 13:15                   | - Al-Abidi 3' - Rahoumah 7', 10' - El-Mengawi 30', 33' | Reporte | - Abdallah 5' - Ahmada 18' | Árbitro(s): Adil Ouchker             | Árbitro(s): Adil Ouchker |

| 09 de diciembre de 2018 | Nigeria                                                          | 6-3     | Libia                        | Estadio Laguna Vista, Sharm el-Sheij |                                |
| 13:15                   | - Ogbonna 1', 19' - Azeez 9', 20' - Mohammed 10' - Ohwoferia 11' | Reporte | - Al-Abidi 3', 7' - Zaed 23' | Árbitro(s): Said Nassur Hachim       | Árbitro(s): Said Nassur Hachim |

| 09 de diciembre de 2018 | Tanzania                         | 2-12    | Senegal | Estadio Laguna Vista, Sharm el-Sheij |                                    |
| 14:30                   | - Ibrahim 23' (pen.) - Tumbo 24' | Reporte | - Diassy 2', 13' - Diagne 4' - Barry 6' (pen.) - Ndiaye 8' - Mendy 11', 34', 35' - Bleck 16' - Fall 17' - Diouf 20', 24' | Árbitro(s): Ahmed Abdelhamid Nofal   | Árbitro(s): Ahmed Abdelhamid Nofal |

| 10 de diciembre de 2018 | Nigeria                                             | 4-2     | Tanzania               | Estadio Laguna Vista, Sharm el-Sheij |                              |
| 14:30                   | - Azeez 5' - Ohwoferia 21' - Ujukwu 22' - Adams 32' | Reporte | - Tumbo 12' - Juma 26' | Árbitro(s): Driss Lamghaidar         | Árbitro(s): Driss Lamghaidar |

| 11 de diciembre de 2018 | Senegal                                                                                                   | 10-1    | Libia            | Estadio Laguna Vista, Sharm el-Sheij |                                |
| 12:00                   | - Diagne 5', 23' - Diatta 9', 10' - Fall 16' - Diouf 18' - Bleck 24' - Diassy 29' - Ndoye 30' - Mendy 31' | Reporte | - Aburaghiga 33' | Árbitro(s): Said Nassur Hachim       | Árbitro(s): Said Nassur Hachim |

## Fase final

### Semifinales por el Quinto Puesto
| 12 de diciembre de 2018 | Madagascar                                                          | 5-2     | Tanzania              | Estadio Laguna Vista, Sharm el-Sheij |                      |
| 12:00                   | - Ramanantsoany 2' - Andriamifehy 4' - Enidiel 9', 35' - Fitana 29' | Reporte | - Mauru 8' - Juma 17' | Árbitro(s): Aly Deme                 | Árbitro(s): Aly Deme |

| 12 de diciembre de 2018 | Libia                                     | 3-6     | Costa de Marfil                                           | Estadio Laguna Vista, Sharm el-Sheij |                               |
| 13:15                   | - Zaed 8' - Rahoumah 28' - Al-Shareef 33' | Reporte | - Kabletchi 8', 35' - Abe 11', 30' - Kablan 14' - Aka 26' | Árbitro(s): Ivan Bayige Kintu        | Árbitro(s): Ivan Bayige Kintu |

### Semifinales
| 12 de diciembre de 2018 | Egipto                                                         | 6-7     | Nigeria                                                 | Estadio Laguna Vista, Sharm el-Sheij |                          |
| 14:30                   | - Aly 10' - Atef 18' - Samir 23', 27' - Hassan 29' (pen.), 33' | Reporte | - Azeez 6', 21', 26', 31' - Adams 9' - Ogbonna 20', 36' | Árbitro(s): Adil Ouchker             | Árbitro(s): Adil Ouchker |

| 13 de diciembre de 2018 | Senegal                                                                | 7-2     | Marruecos                       | Estadio Laguna Vista, Sharm el-Sheij |                                |
| 12:00                   | - Diassy 8', 34' - Ndiaye 9' - Barry 10', 21' - Mendy 15' - Diatta 27' | Reporte | - Ennakhli 26' - El Hadaoui 30' | Árbitro(s): Said Nassur Hachim       | Árbitro(s): Said Nassur Hachim |

### Séptimo lugar
| 13 de diciembre de 2018 | Tanzania                                                    | 6-5 (t. s.) | Libia                                                   | Estadio Laguna Vista, Sharm el-Sheij |                              |
| 13:15                   | - Juma 14', 28', 37' - Tumbo 22' - Ibrahim 30' - Msonjo 36' | Reporte     | - Rahoumah 6', 18' - Al-Abidi 15' - Aburaghiga 23', 33' | Árbitro(s): Driss Lamghaidar         | Árbitro(s): Driss Lamghaidar |

### Quinto lugar
| 13 de diciembre de 2018 | Madagascar | 9-8 (t. s.) | Costa de Marfil                                             | Estadio Laguna Vista, Sharm el-Sheij |                                   |
| 14:30                   | - Ramanantsoany 6' - Enidiel 12', 27', 38', 39' - Razafimandimby 14' - Richard 17' - Rabeasimbola 19' (pen.) - Ratsimarinala 34' | Reporte     | - Kablan 11', 11', 19' (pen.), 25', 28' - Aka 32', 36', 38' | Árbitro(s): Ahmed Abdelhamid Nofa    | Árbitro(s): Ahmed Abdelhamid Nofa |

### Tercer lugar
| 14 de diciembre de 2018 | Egipto                             | 3-2     | Marruecos                    | Estadio Laguna Vista, Sharm el-Sheij |                               |
| 13:15                   | - Hassan 15' - Ahmed 22' - Aly 25' | Reporte | - Iazal 18' - El Hadaoui 36' | Árbitro(s): Youssouph Signate        | Árbitro(s): Youssouph Signate |

### Final
| 14 de diciembre de 2018 | Nigeria    | 1:6     | Senegal                                                  | Estadio Laguna Vista, Sharm el-Sheij |                                  |
| 14:30                   | - Azeez 1' | Reporte | - Diagne 2', 35' - Diassy 5' - Fall 28' - Mendy 30', 32' | Árbitro(s): Hany Farouk El Eraky     | Árbitro(s): Hany Farouk El Eraky |

## Clasificados a la Copa Mundial de Fútbol Playa de 2019
| Bandera de Senegal | Bandera de Nigeria |
| Senegal            | Nigeria            |

## Goleadores
| 9 goles - Assouan Eric Kablan - Regis Enidiel | 8 goles - Kablan Frederic Aka - Abu Azeez - Lansana Diassy | 7 goles - Mohamed Abdelnaby Hassan - Raoul Mendy | 6 goles - Nassim El Hadaoui - Mamour Diagne |